# Friends (album The Beach Boys)
| Recensione                    | Giudizio |
| ----------------------------- | -------- |
| AllMusic                      | [ 1 ]    |
| Blender                       | [ 2 ]    |
| Encyclopedia of Popular Music |          |
| MusicHound                    | 3/5      |
| Q                             | [ 3 ]    |
| The Rolling Stone Album Guide |          |
| Piero Scaruffi                | 5/10     |

Friends è il quattordicesimo album in studio del gruppo musicale statunitense The Beach Boys, pubblicato negli Stati Uniti il 24 giugno 1968 e nel Regno Unito nel settembre dello stesso anno.
Il disco raggiunse il 126º posto in classifica negli USA (6 luglio 1968) e il 13° in Gran Bretagna.
Attualmente l'album è disponibile in formato CD in abbinamento con 20/20.

## Descrizione

### Origine e storia
Con Friends i Beach Boys cercarono di riavvicinarsi al loro sound abituale, senza però perdere in ambizioni artistiche. La sofisticatezza pop di Pet Sounds, la psichedelia di Smiley Smile, e le influenze rock-soul presenti in Wild Honey furono tutte accantonate in favore di sonorità più morbide ed acustiche con leggere venature country. Sotto molti aspetti la delicatezza e la solarità rilassata dei brani di Friends erano fuori luogo nel 1968, l'anno di pubblicazione dell'album. La guerra del Vietnam era nel pieno, Robert Kennedy e Martin Luther King erano stati da poco assassinati, il movimento hippy era vivo e vegeto, e si respiravano nell'aria venti di rivoluzione un po' dappertutto. Fu in questo scenario che la pacatezza del tranquillo Friends venne male accolta da pubblico e critica, che giudicò l'opera "poco consistente", decretandone l'insuccesso commerciale soprattutto in patria (n. 126 in classifica), mentre in Gran Bretagna il disco raggiunse un più dignitoso 13º posto in classifica.
Quando iniziarono le sessioni per l'album nel febbraio 1968, Mike Love, recentemente convertitosi alla meditazione trascendentale, partì per un viaggio di due settimane in India (insieme ai Beatles e a Donovan) per studiare meditazione con il guru Maharishi Mahesh Yogi. In sua assenza, i rimanenti Beach Boys, Brian Wilson, Dennis Wilson, Carl Wilson, Al Jardine, e Bruce Johnston (adesso in veste di membro ufficiale a tutti gli effetti); registrarono la maggior parte del materiale di Friends insieme a vari turnisti di studio.

### Registrazione

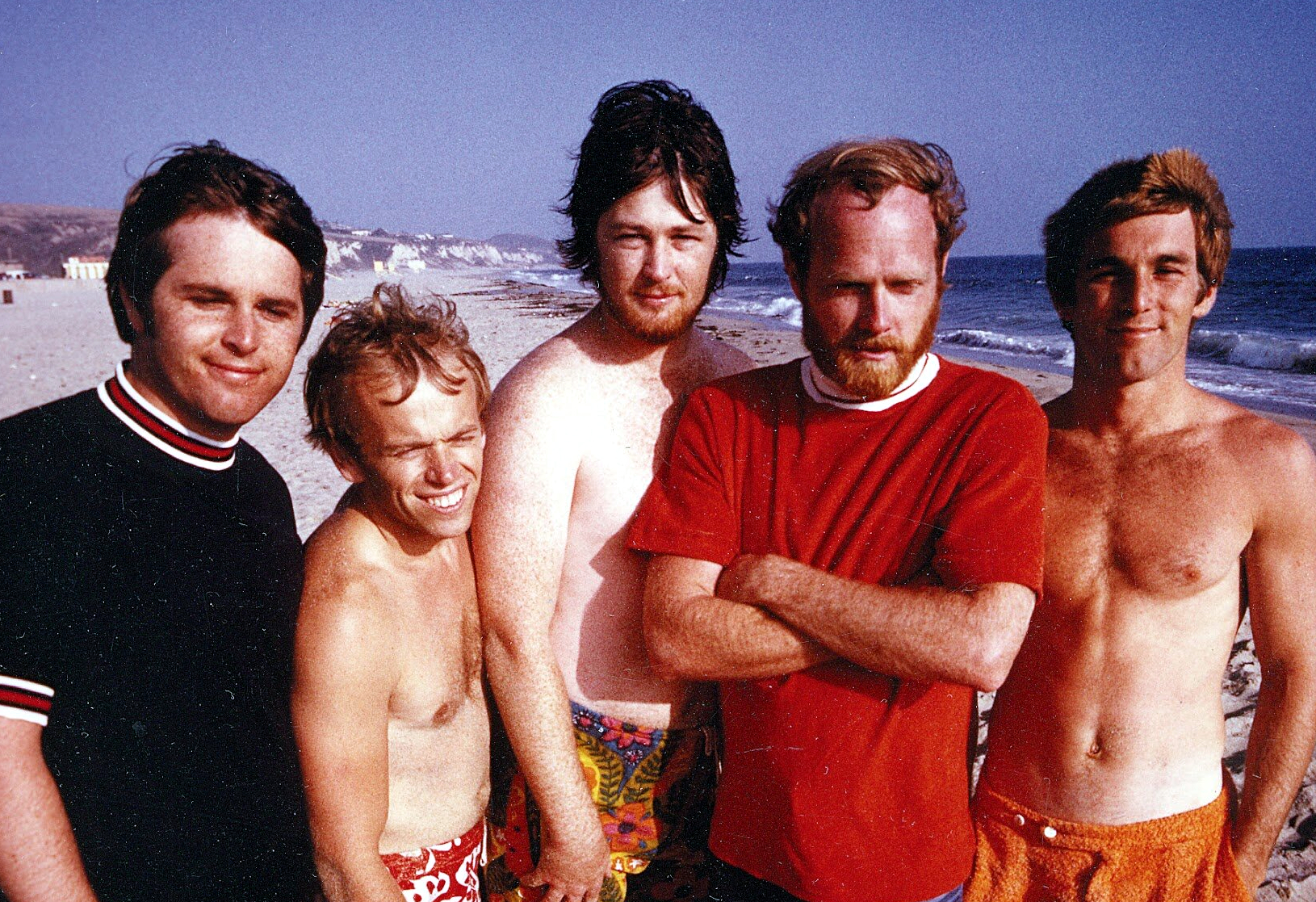
I Beach Boys nel luglio 1967. Da sinistra: Carl Wilson, Al Jardine, Brian Wilson, Mike Love e Dennis Wilson

Friends fu il primo album dei Beach Boys a contenere significativi contributi compositivi da parte di Dennis Wilson, i brani composti in collaborazione con il poeta Stephen Kalinich intitolati Be Still e Little Bird; quest'ultimo un frammento della canzone Child Is Father of the Man, allora traccia inedita risalente alle sessioni per l'abortito progetto SMiLE. Anche se la produzione del disco venne accreditata all'intera band, questo sarebbe stato l'ultimo disco dei Beach Boys fino a 15 Big Ones del 1976 a vedere la presenza di Brian Wilson come forza creativa dominante, il quale scrisse e produsse quasi ogni brano con l'eccezione di Be Still (inoltre non venne accreditato in Little Bird in modo da far percepire maggiori diritti d'autore a Dennis e Stephen Kainich), e partecipò attivamente in studio ad ogni seduta di registrazione.
A metà marzo, Mike Love ritornò dal suo viaggio in India e contribuì alle tracce dell'album con il suo apporto vocale e con le tracce Meant for You, che apre l'album, e Anna Lee, the Healer. Subito dopo la conclusione delle sedute, i Beach Boys si imbarcarono in due tournée negli Stati Uniti, una insieme agli Strawberry Alarm Clock, ed un'altra con addirittura il Maharishi Mahesh Yogi in persona (in qualità di lettore/narratore). Entrambi i tour furono fallimentari dal punto di vista commerciale, e furono frettolosamente cancellati.

### Descrizione dei brani
Dopo la breve invocazione alla serenità di Meant for You, si giunge alla title track, Friends, un brano in tempo dispari in stile valzer scritto da Brian Wilson e pubblicato come singolo che però non riuscì ad entrare nella top 40 dei singoli fermandosi alla posizione numero 47 in classifica. La frase del testo: «We've been friends for so many years, through the good times and bad» ("Siamo rimasti amici per così tanti anni, nella buona e nella cattiva sorte") è stata interpretata come una richiesta di compattezza dei ranghi fatta da Wilson ai suoi compagni di gruppo. Altro "valzer" presente sul disco è la melodica Be Here in the Morning cantata da Brian in un falsetto acuto e che possiede un ritornello molto orecchiabile.
Wake the World, a firma Brian Wilson e Al Jardine, contiene nell'arrangiamento un insolito accompagnamento di tuba.
When A Man Loves A Woman contiene il frizzante suono di un organo, e dipinge un quadretto famigliare in cui un genitore celebra le gioie della paternità. Passing By di Brian Wilson è un pezzo solo strumentale infarcito di armonie vocali al posto delle parole sulla falsariga di quanto fatto in Pet Sounds. Le complesse tessiture delle armonie vocali contrastano con una strumentazione ed un arrangiamento abbastanza semplici. Ancora Brian Wilson è l'autore e l'esecutore di Busy Doin' Nothin', un pezzo in stile bossanova. Il titolo della canzone, che in italiano è traducibile come "occupato a non far niente", descrive abbastanza sintomaticamente l'indolenza del reale stile di vita del Brian Wilson dell'epoca.
Anna Lee, The Healer composta a quattro mani da Brian e Mike, e cantata da Mike stesso, è un malizioso brano circa una "massaggiatrice" molto abile nel ridurre lo stress ai suoi clienti.
Lo strumentale Diamond Head, che contiene l'effetto sonoro delle onde del mare, è uno dei brani più complessi sull'album. Memore dei tempi di Pet Sounds, Brian Wilson compose una sorta di mini-sinfonia virtuale attraverso l'utilizzo di diversi strumenti.
In chiusura Transcedental Meditation, traccia ispirata ai viaggi di Mike Love in India, è un brano movimentato e rockeggiante, che contrasta nettamente con tutte le altre canzoni presenti sull'album, che posseggono atmosfere più soffuse ed acustiche.

## Pubblicazione
Il singolo principale Friends fu pubblicato l'8 aprile e raggiunse il numero 47 nella Billboard Hot 100, diventando il loro singolo con il peggior piazzamento in classifica in sei anni. Il 4 giugno i Beach Boys apparvero al The Les Crane Show e discussero del loro supporto al Maharishi. L'album Friends uscì il 24 giugno.
Il 6 luglio Friends debuttò alla posizione numero 179 della Billboard Top LPs e successivamente raggiunse la numero 126 mentre artisti come The Doors e Cream occupavano le prime posizioni. L'8 luglio la band pubblicò il singolo Do It Again (lato B Wake the World). Do It Again era stato registrata nei due mesi precedenti come un ritorno consapevole alle prime canzoni surf del gruppo. Il 45 giri entro nella top 20 negli Stati Uniti e raggiunse la vetta della classifica britannica. Il successo della canzone fu tale, che quando Friends venne pubblicato in Giappone, Do It Again fu inclusa nella track list dell'album.
Love ha ricordato che il fallimento commerciale dell'album fece entrare nel "panico" la Capitol. Il 5 agosto l'etichetta pubblicò il greatest hits Best of The Beach Boys Vol. 3 per cercare di recuperare qualcosa a causa delle vendite scarse dell'LP. Il biografo Matijas-Mecca ha scritto che questo era un chiaro segnale che l'etichetta aveva "rinunciato" al gruppo, ripetendo una tattica usata dopo l'uscita di Pet Sounds e di nuovo con Smiley Smile.

## Tracce
1. Meant for You (Brian Wilson/Mike Love) – 0:38
  - voce solista Mike Love
2. Friends (Brian Wilson/Carl Wilson/Dennis Wilson/Al Jardine) – 2:30
  - voce solista Carl Wilson
3. Wake the World (Brian Wilson/Al Jardine) – 1:28
  - voce solista Brian Wilson e Carl Wilson
4. Be Here in the Mornin' (Brian Wilson/Carl Wilson/Mike Love/Dennis Wilson/Al Jardine) – 2:16
  - voce solista Alan Jardine, Brian Wilson e Carl Wilson
5. When a Man Needs a Woman (Brian Wilson/Dennis Wilson/Carl Wilson/Al Jardine/Steve Korthof/Jon Parks) – 2:06
  - voce solista Brian Wilson
6. Passing By (Brian Wilson) – 2:23
  - voce solista Brian Wilson e Al Jardine
7. Anna Lee, the Healer (Brian Wilson/Mike Love) – 1:51
  - voce solista Mike Love
8. Little Bird (Dennis Wilson/Steve Kalinich) – 1:57
  - voce solista Dennis Wilson
9. Be Still (Dennis Wilson/Steve Kalinich) – 1:22
  - voce solista Dennis Wilson
10. Busy Doin' Nothin' (Brian Wilson) – 3:04
  - voce solista Brian Wilson
11. Diamond Head (Al Vescovo/Lyle Ritz/Jim Ackley/Brian Wilson) – 3:37
  - strumentale
12. Transcendental Meditation (Brian Wilson/Mike Love/Al Jardine) – 1:49
  - voce solista Brian Wilson e Alan Jardine

## Formazione
The Beach Boys
- Mike Love - voce
- Bruce Johnston - voce, basso, tastiere
- Carl Wilson - chitarra, voce
- Al Jardine - chitarra, voce
- Dennis Wilson - batteria
- Brian Wilson - basso, tastiere, voce

Musicisti aggiuntivi
- Marilyn Wilson – voce (in Busy Doin' Nothin' e Be Here in the Mornin')
- Murry Wilson – voce (in Be Here in the Mornin')
- Jim Ackley – tastiere, chitarra
- Arnold Belnick – violino
- Jimmy Bond – contrabbasso
- Norman Botnick – viola
- David Burk – viola
- David Cohen – chitarra
- Roy Caton – tromba
- John DeVoogt – violino
- Bonnie Douglas – violino
- Don Englert – clarinetto, sax
- Alan Estes – vibrafono, blocchi di legno
- Dick Forrest – tromba
- Jim Gordon – batteria, blocchi di legno, campana, congas, cimbali
- Bill Green – sax
- Jim Horn – sax, clarinetto
- Dick Hyde – tuba, flicorno
- Norm Jeffries – batteria
- Robert T. Jung – sax
- Meyer Hirsch J. Kenneth Jensen – sax
- Raymond Kelley – violoncello
- William Kurasch – violino
- Jacqueline Lustgarden – violoncello
- Tommy Morgan – armonica a bocca
- Leonard Malarsky – violino
- Jay Migliori – sax, clarinetto
- Ollie Mitchell – tromba
- Gene Pello – batteria
- Bill Perkins – sax
- Lyle Ritz – basso, contrabbasso, ukulele
- Jay Rosen – violino
- Ralph Schaeffer – violino
- Tom Scott – flauto, sax
- David Sherr – oboe, sax
- Paul Shure – violino
- Tony Terran – tromba
- Al Vescovo – banjo, chitarra, lap steel guitar